# 쉬스쉰
쉬스쉰(중국어 정체자: 徐世勲, 병음: Xú Shì Xūn, 1976년 1월 30일 ~ )은 타이완의 정치인이다. 생명 공학 산업 및 호텔 관리계 인사 출신이다. 민국당원으로서 현재 타이베이 시의회 의원을 역임하고 있다.

## 가족
- 그의 아버지인 쉬징란은 신주 현 신펑 향의 향장을 역임했다.
- 그의 누이인 쉬신잉은 민국당 주석을 역임했다.

## 학력
- 타이베이시 성공 고등학교
- 국립 대만 대학 학사
- 뉴욕 주립 대학교 버펄로 석사
- 국립 교통 대학 박사

## 역대 선거 결과
| 선거명           | 직책명 | 선거구               | 대수 | 정당   | 득표율 | 득표수   | 결과 | 당락 |
| ---------------- | ------ | -------------------- | ---- | ------ | ------ | -------- | ---- | ---- |
| 2014년 지방 선거 | 시의원 | 타이베이시 제3선거구 | 12대 | 무소속 | 7.91%  | 19,037표 | 6위  | 당선 |
| 2018년 지방 선거 | 시의원 | 타이베이시 제3선거구 | 13대 | 민국당 | 3.89%  | 8,675표  | 14위 | 낙선 |

## 같이 보기
- 쉬신잉
- 추징야
- 장징팡
- 우쉬즈
- 장청
- 랴오베이잉